# Q熱
Q熱（きゅーねつ、Q fever）とは、人獣共通感染症の1つ。ニュージーランドを除く全世界で発生が見られる。Q熱という病名は、英語の「不明 (Query) 熱」に由来している。1935年にオーストラリアの屠畜場の従業員間で原因不明の熱性疾患が流行したのが、最初の報告である。日本においても年間30例程度のヒトの症例報告がある。獣医学領域ではコクシエラ症とも呼ばれる。

## 病原体

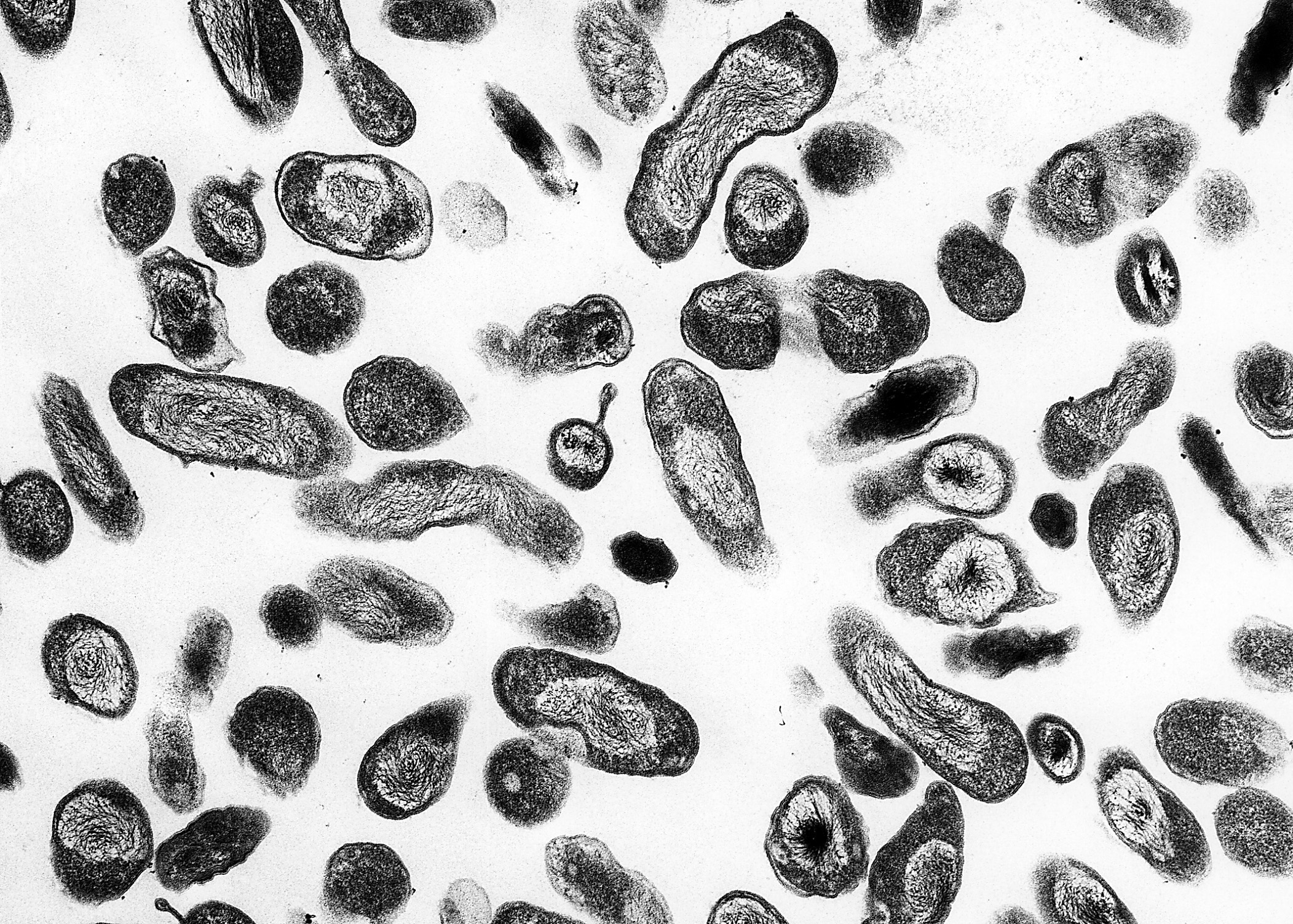
Coxiella burnetii

偏性細胞内寄生体であるレジオネラ目コクシエラ科コクシエラ属コクシエラ菌 (Coxiella burnetii) によって発症する。感染力がたいへん強く、たった1個吸い込んだだけでも感染・発病を起こす可能性がある。自然界においてはウシ、ヤギ、ヒツジ、イヌ、ネコなどの動物体内に存在する。65℃、30分では完全に不活化されるが、62℃、30分及び63℃、30分では一部が病原性を失わない。また、乾燥に強いため、塵埃と共に空気中に存在する可能性が高い。実験室内感染しやすく、危険度クラス3に指定されている。

## 感染
ヒトには、コクシエラ菌に感染している家畜やペットの糞便、乳、卵などを通じて感染するが、稀に保菌ダニの糞塵吸入や咬傷などからも感染する。ただし、鳥類は不顕性感染。日本国外では食肉解体処理場、羊毛処理場、乳肉加工場などでの爆発的集団発生（パンデミック）が記録されている。病原体の宿主からの完全な消失は容易ではなく、症状回復後も長期間網内系細胞に生残する。

## 症状
感染者の50%は不顕性感染に留まり、残りの50%で急性のQ熱を発病する。2 - 4週の潜伏期の後、高熱（37℃-40℃）、頭痛、悪寒、筋肉痛、咽頭痛、全身の倦怠感などのインフルエンザ様症状が出現し、そのうちの20%が肺炎や肝炎の症状を呈する。これらの症状は1 - 2週間で改善し、予後は良好である。急性のQ熱の死亡率は1 - 2%で、回復した場合は終生にわたる免疫を獲得する。また、回復した後に慢性疲労症候群に類似した症状を呈することがある。子供がこの病気を発症した場合は引きこもりと勘違いされる事が多く、発見が遅れる事もある。
慢性のQ熱は、6か月以上にわたる感染がみられるもので、急性のQ熱に比べて症状が重い。急性Q熱から慢性Q熱に移行する頻度は5%程度とされている。慢性のQ熱では、慢性肝炎、骨髄炎、心内膜炎をおこすことが多く、予後は不良である。慢性のQ熱になりやすいのは、心臓弁膜症のある人、臓器移植を受けている人、癌や慢性腎臓病に罹っている人などである。
オーストラリアのMarmionらの報告によれば、慢性期に移行すると慢性疲労症候群様の症状が現れる、post Q fever fatigue syndrome(QFS)と呼ばれる症状が現れる。
QFSは、慢性疲労、微熱（平熱 - 37℃前半）、頭痛、関節痛、筋肉痛、寝汗、アルコール不耐症、睡眠障害、集中力と精神力の欠如、理性を失った怒りなどの精神的症状があらわれ、数か月から数年間継続する状態になる。QFSの症状は、他覚所見ではリンパ節腫脹も認められず、炎症所見が認められないか軽微であるため、一般的な感染症と認識されず原因不明とされることがある。
抑うつ症状を呈する症例が多数報告されているが、Q熱との因果関係は科学的に証明されてはいない。しかしながら、希死念慮から遺書を作成したり、検査によりQ熱陽性との結果が出た後に自殺した症例も報告されており、今後の検討課題ともなっている。

## 診断

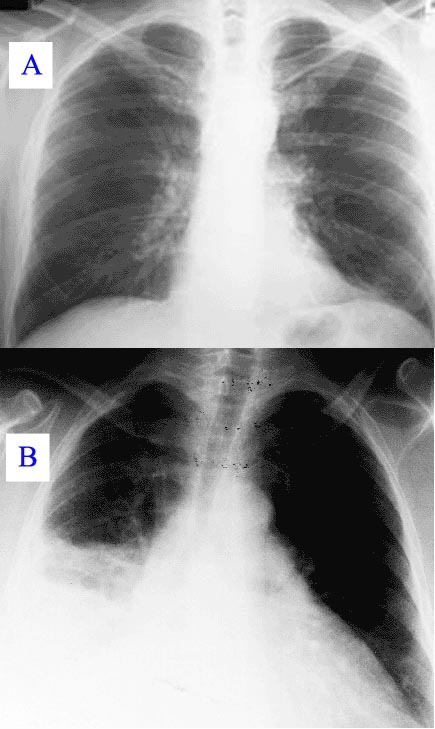
A:非感染者
B:感染者のX線写真

原因不明の発熱、肺炎、肝炎はQ熱を疑う所見である。確定診断は病原体の分離および検出または血清学的診断（間接蛍光抗体法(IF)、酵素抗体法(ELISA)など）による。病原体分離は治療前血液をマウス，ラット、モルモット、発育鶏卵あるいはBGM細胞に接種して行う。
通常の急性Q熱では、IgM抗体の上昇に引き続いてIgG抗体の上昇を認めるが、QFSの場合、抗体反応に一定の経過を示さないことが多い。日本におけるIFAの陽性抗体価は、抗体価が4倍以上の上昇とされており、集団感染を基準とするQ熱先進国各国と同基準である。これらの検査に熟練を要するために検査機関が少なく、Q熱・QFS検出の障壁となっており、相当数の患者が潜在することを示唆することができる。2014年現在日本における法定伝染病に定められている（診断に至ると届け出の義務が生じる）にもかかわらず、診断に必要な検査は保険収載されておらず、1万円以上の自己負担が必要となる。

## 治療・予防
急性Q熱の治療においてはテトラサイクリン系抗菌薬が第一選択薬であるがニューキノロン系を使用することもあり、大抵は投与後2 - 3日以内に解熱するが、長期化した場合はリファンピシンなどと併用される。β-ラクタム系抗菌薬やアミノグリコシドは無効である。Q熱の再燃や慢性化を予防するため、症状が改善したのちも3 - 4週間ほど継続投与することが望ましい。動物の治療にもテトラサイクリン系の抗生物質が使用される。治癒した場合、免疫を獲得する。
オーストラリアでは、ヒト用のQ熱のワクチンが開発され、獣医師などの職業的にQ熱に感染するリスクが高いと考えられる人々に使用され、予防に成果をあげている。以前にQ熱に感染したことがある人では、ワクチンの注射部位に激しい局所反応を起こすことがあるため、接種の前に皮膚テストが行われる。
Q熱は感染症の予防及び感染症の患者に対する医療に関する法律（感染症法）における4類感染症に定められており、診断した医師は直ちに最寄りの保健所に届け出る必要がある。
Coxiella burnetiiの小型細胞は、乾燥、消毒薬などに抵抗力が著しく強く、熱による殺菌については、手指、住環境内での殺菌が困難である。家庭で飼育する愛玩動物からの感染を防ぐためには、飼育に至る以前にその動物の検査が必要である。

## 患者が抱える困難
Q熱の診断にはQ熱を限定しての検査を行わなければならず、一般の検査、診察ではQ熱の検出ができない。急性期には、不明熱として処理されることが多い。人獣共通感染症は医療現場ではマイナーであり、医師の選択肢としても希薄である。QFSに至っている場合、感染、発症から期間があるため、患者本人も動物との接触が原因とは考えにくい。そのため、うつ病など他の疾患に誤診されやすい。Q熱患者がQ熱の診断、治療を受けるためには、患者本人または家族がQ熱に対しての知識を持ち、担当医師の診断、指導などを否定しなければならない。
Q熱の検査や治療を行っている医療機関は、日本全国においても東京都内と大阪府内に4施設のみであり、居住地によっては、検査や治療を受けるために体調が悪い状態で遠方まで移動しなければならない。そのうえ、Q熱の検査は健康保険対象外となっており、相当の経済的負担を強いられる。

## 食品の衛生管理
Coxiella burnetiiを不活化するため、乳及び乳製品の成分規格等に関する省令（乳等省令）において「生乳または生山羊乳を使用して食品を製造する場合は、その食品の製造工程中において、生乳または生山羊乳を保持式により63度で30分間加熱殺菌するか、またはこれと同等以上の殺菌効果を有する方法で加熱殺菌しなければならない」とされている。

## その他
オウム真理教の元幹部・遠藤誠一が、教団内で呼吸困難を訴える信者が多数発生した際、Q熱と誤診したこともあった。林郁夫が再検査して誤診と判明したが、麻原彰晃は米軍による生物兵器攻撃を受け、Q熱に罹患したと主張していた。

## 関連法規
- 感染症の予防及び感染症の患者に対する医療に関する法律（感染症法） 四類感染症、全数届出疾患
- 乳及び乳製品の成分規格等に関する省令